# Ernest Lepage
Ernest Lepage (1905-1981) fue un botánico, pteridólogo y briólogo canadiense.

## Algunas publicaciones
- Ernest Lepage, Arthème Dutilly. 1945. Retracing the route of Michaux's Hudson's Bay journey of 1792 ... Ed. Arbour. 15 pp.

### Libros
- Arthème Dutilly, Ernest Lepage. [1952]]. Traversée de l'ungava en 1945. Contribution Catholic University of America. Arctic Institute. 130 pp.
- 1954. Contribution a la flore du versant occidental de la baie James, Ontario. Contribution, Catholic University of America Arctic Institute. 144 pp.
- 1958. Contribution à la flore des îles (T.N.O.) et du versant oriental (Qué.) de la Baie James. Contribution Catholic University of America. 199 pp.

## Honores
Reserva Ecológica Ernest-Lepage es un parque ecológico en Quebec, Canadá, establecida el 27 de abril de 1983.
- La abreviatura «Lepage» se emplea para indicar a Ernest Lepage como autoridad en la descripción y clasificación científica de los vegetales.[2]